# Euagrus josephus
Euagrus josephus är en spindelart som beskrevs av Chamberlin 1924. Euagrus josephus ingår i släktet Euagrus och familjen Dipluridae. Inga underarter finns listade i Catalogue of Life.